# 島田亜紀子
島田 亜紀子（しまだ あきこ）は、日本の音楽家、音楽教育家、音楽博士。
アメリカのコロラド州立大学大学院よりDoctor's of Musical Arts（博士号）、Matser's of Music（修士号）を取得。
フルートのソリストとしては、クラシックを始め、ポピュラー、ジャズ、ボサノヴァ、タンゴなど幅広く活躍をしている。また地域貢献活動として、各種教育機関にてのアウトリーチ活動も行う。